# Dysopsis
Dysopsis é um género botânico pertencente à família Euphorbiaceae.

## Sinonímia
- Mirabellia Baill.
- Molina Gay

## Espécies
- Dysopsis gayana
- Dysopsis glechomoides
- Dysopsis hirsuta
- Dysopsis paucidentata

## Nome e referências
Dysopsis Baill.